# Xiao Rundcrantz
Xiao Rundcrantz, född 1966 i Changsha i provinsen Hunan i södra Kina, är en tidigare åklagare inom det kinesiska rättssystemet.
Hon flydde från Kina till Sverige 1998. 2006 gav hon ut boken Röd åklagare.